# Schilka (Stadt)
Schilka (russisch Шилка) ist eine Stadt in der Region Transbaikalien (Russland) mit 13.947 Einwohnern (Stand 14. Oktober 2010).

## Geographie
Die Stadt liegt nördlich des Borschtschowotschnygebirges in Transbaikalien, etwa 250 km südöstlich der Regionshauptstadt Tschita, am Fluss Schilka, dem linken Quellfluss des Amur.
Die Stadt Schilka ist Verwaltungszentrum des gleichnamigen Rajons.
Schilka ist Station der auf diesem Abschnitt 1897 eröffneten Transsibirischen Eisenbahn (Streckenkilometer 6445 ab Moskau).

## Geschichte
Schilka entstand in der ersten Hälfte des 18. Jahrhunderts als Kosakensiedlung. Die Benennung erfolgte nach dem gleichnamigen Fluss (von ewenkisch schilki für enges Tal, was insbesondere für den Unterlauf zutrifft). 1951 erhielt Schilka Stadtrecht.

### Bevölkerungsentwicklung
| Jahr | Einwohner |
| ---- | --------- |
| 1939 | 17.282    |
| 1959 | 16.805    |
| 1970 | 16.065    |
| 1979 | 17.198    |
| 1989 | 18.057    |
| 2002 | 14.748    |
| 2010 | 13.947    |

Anmerkung: Volkszählungsdaten

## Kultur, Bildung und Sehenswürdigkeiten
Im Rajon, etwa 40 Kilometer westlich der Stadt, liegt der balneologische Kurort Schiwanda (Шиванда), der bereits seit 1899 genutzt wird.
In Schilka gibt es vier Mittelschulen sowie eine Berufsschule.
Des Weiteren gibt es in der Stadt eine russisch-orthodoxe Kirche der Heiligen Aposteln Peter und Paul, welche im Jahr 1908 erbaut wurde. 1929 wurde die Kirche vom sowjetischen Regime geschlossen und als Gefängnis für Priester und Oppositionelle verwendet. Später wurde die Kirche in einen Sportsaal und ein Museum umfunktioniert. Seit den 1990er Jahren wird das Gebäude wieder als Kirche genutzt. Im Jahr 2002 wurden die Kirchenglocken wiederhergestellt.

## Wirtschaft
Die Stadt liegt in einem Landwirtschaftsgebiet, sodass es verschiedene Betriebe der Lebensmittelindustrie gibt; daneben Bauwirtschaft und Eisenbahnwerkstätten. Im Rajon werden verschiedene Bodenschätze gefördert und aufbereitet, so bei der Siedlung Perwomaiski Fluorit, Beryllium, Lithium, Tantal, Gold und Zeolithe.